# Bare Bones
Bare Bones será el quinto álbum en vivo del cantante canadiense Bryan Adams, en él se publicarán 20 tracks interpretados en el "Bare Bones Tour", gira que fue hecha en Estados Unidos y Canadá durante 2009, 2010 y parte de 2011.
El lanzamiento de "Bare Bones" se realizará por medio de descarga para miembros oficiales de su club,  en su página web días antes de su lanzamiento oficial, el cual será el 1 de noviembre de 2010 en Reino Unido y Europa en general, y el 16 de noviembre en Estados Unidos y Canadá
Cabe destacar que el elemento clave para hacer especial este álbum, es que todas las canciones fueron grabadas de forma acústica, y que ese era el objetivo del "Bare Bones Tour", todas las presentaciones fueron de esta forma.
Este álbum simula el álbum publicado en el año de 1997, MTV Unplugged
A principios de 2010, se lanzó una encuesta en el Twitter oficial de Bryan, a todo el público, sobre las 20 canciones que les gustaría tener en el próximo disco, a lo cual dio como resultado el siguiente listado de canciones.

## Lista de canciones
| N.º | Título                                        | Duración |  |
| 1.  | «You've Been A Friend To Me»                  | 3:17     |  |
| 2.  | «Here I Am»                                   | 3:47     |  |
| 3.  | «I'm Ready»                                   | 4:02     |  |
| 4.  | «Let's Make A Night To Remember»              | 3:47     |  |
| 5.  | «It Ain't A Party...If You Can't Come 'Round» | 3:10     |  |
| 6.  | «(Everything I Do) I Do It For You»           | 5:21     |  |
| 7.  | «Cuts Like A Knife»                           | 4:43     |  |
| 8.  | «Please Forgive Me»                           | 3:48     |  |
| 9.  | «Summer Of '69»                               | 4:12     |  |
| 10. | «Walk On By»                                  | 2:44     |  |
| 11. | «Cloud Number Nine»                           | 3:48     |  |
| 12. | «It's Only Love»                              | 3:33     |  |
| 13. | «Heaven»                                      | 4:45     |  |
| 14. | «The Right Place»                             | 2:54     |  |
| 15. | «The Way You Make Me Feel»                    | 3:08     |  |
| 16. | «The Only Thing That Looks Good On Me Is You» | 2:50     |  |
| 17. | «You´re Still Beautiful To Me»                | 4:12     |  |
| 18. | «Straight From The Heart»                     | 3:24     |  |
| 19. | «I Still Miss You...A Little Bit»             | 3:30     |  |
| 20. | «All For Love»                                | 3:24     |  |